# Oktostych
Oktostych (gr. októs – osiem) – rodzaj wiersza zbudowanego z czterech dwuwersowych strof lub utwór poetycki złożony z ośmiu wersów, zestawionych zazwyczaj w dystychy, najczęściej rymowany aabbccdd.
W polskiej poezji oktostychów użyli po raz pierwszy Kasper Twardowski w Pochodni miłości bożej oraz Piotr Kochanowski w swoim przekładzie Orlanda szalonego Ludovica Ariosta. Jarosław Iwaszkiewicz opublikował pod nazwą Oktostychy swój cykl ośmiowersowych utworów lirycznych. Kontynuowali tę tradycję niektórzy poeci z kręgu Skamandra, między innymi Jerzy Liebert. Szczególną formą oktostychu jest oktawa. Popularna jest też strofa z podwójnym rymem krzyżowym ababcdcd:
Young Harry was a lusty drover,
And who so stout of limb as he?
His cheeks were red as ruddy clover,
His voice was like the voice of three.
Auld Goody Blake was old and poor,
Ill fed she was, and thinly clad;
And any man who pass'd her door,
Might see how poor a hut she had.
(William Wordsworth, Goody Blake and Harry Gill)
Tego typu strofa występuje powszechnie. W literaturze amerykańskiej Addie L. Ballou użyła jej w poemacie The Padre's dream. W Szwecji posłużył się nią romantyczny poeta Esaias Tegnér w utworze Frithiofs lycka z poematu Frithiofs saga. 
Niekiedy oktostychy są oparte na tylko dwóch rymach, jak u czeskiego poety Jaroslava Vrchlickiego w wierszu Květy a láska z tomiku Dni a noci (abaaabab):
Nejdřív kaštan, po něm hlohy kvetou.
Srdce zvlní nejdřív tajný vzdech,
než rty chví se lásky sladkou větou,
nejdřív kaštan, po něm hlohy kvetou,
akacie než v stín větví pletou
vonné květy bílých ve hroznech.
Nejdřív kaštan, po něm hlohy kvetou,
srdce zvlní nejdřív tajný vzdech.